# Milton (Pennsylvanie)
Pour les articles homonymes, voir Milton.
Milton est un borough situé au nord-ouest du comté de Northumberland, en Pennsylvanie, aux États-Unis,. En 2010, il comptait une population de 7 042 habitants, estimée au 1er juillet 2020 à 6 544 habitants. Le borough est incorporé le 26 février 1817.

## Démographie
Lors du recensement de 2010, le borough comptait une population de 7 042 habitants. Elle est estimée, en 2020, à 6 544 habitants.

### Source de la traduction
- (en) Cet article est partiellement ou en totalité issu de l’article de Wikipédia en anglais intitulé « Milton, Pennsylvania » (voir la liste des auteurs).